# Esfírnids

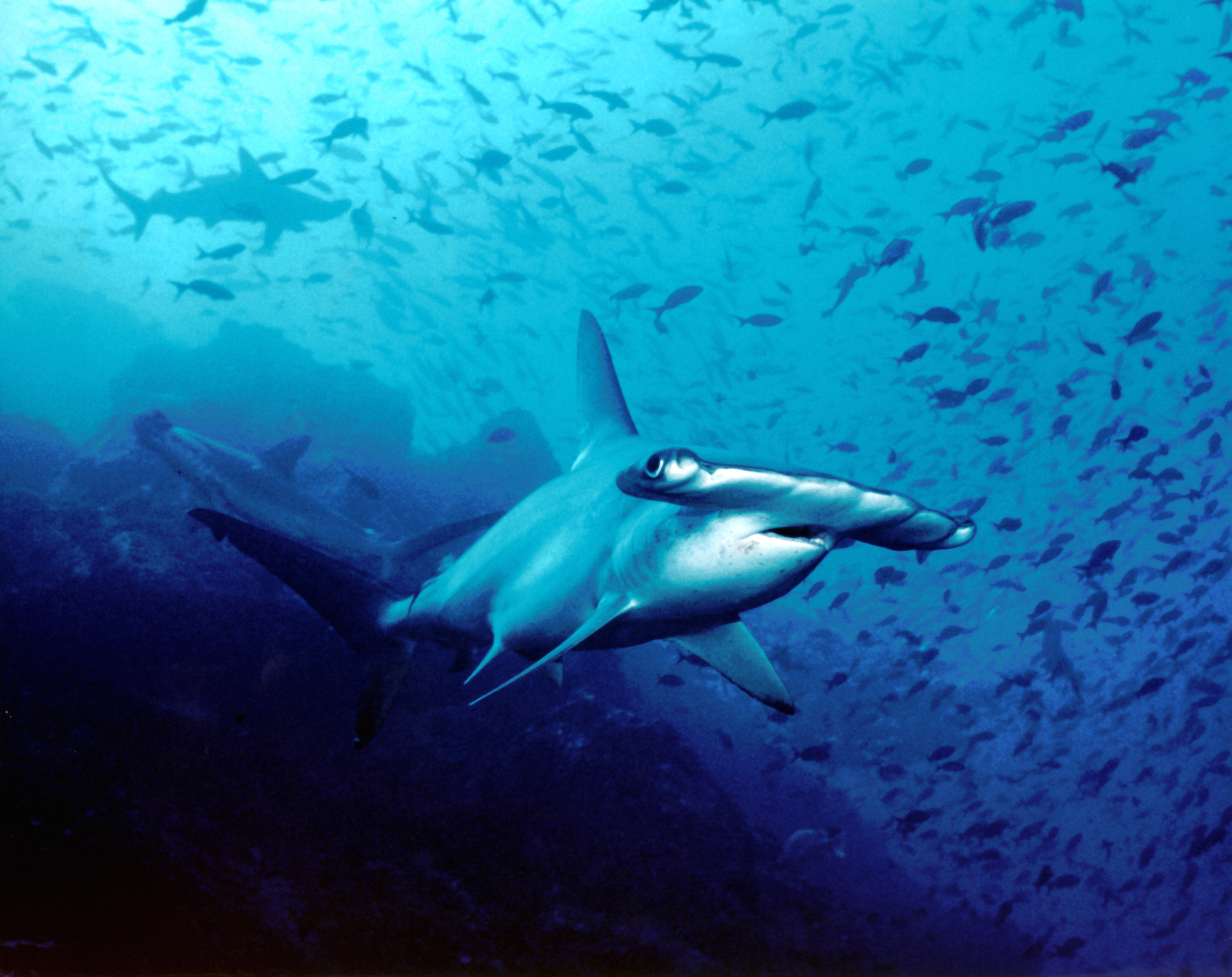
Tauró martell nedant a Costa Rica.

Els taurons martell són un grup de taurons que formen la família dels esfírnids (Sphyrnidae), anomenats així per l'estructura inusual i distintiva dels seus caps, que s'aplanen i s'estenen lateralment en una forma de "martell" amb els ulls a cada extrem. La majoria de les espècies amb cap de martell es col·loquen al gènere Sphyrna, mentre que el tauró cap d'ala té el seu propi gènere, Eusphyra. S'han postulat moltes funcions diferents, però no necessàriament mútuament excloents, per a la forma inusual del cap, inclosa la recepció sensorial, la maniobra i la manipulació de preses. El cap proporciona al tauró una visió binocular superior i una percepció de profunditat. Els taurons martell són marins i costaners. Viuen en tots els oceans, però especialment en els càlids.

## Descripció
Les espècies conegudes oscil·len entre 0,9 i 6,0 m de longitud i pesen de 3 a 580 kg. Un exemplar capturat a la costa de Florida el 1906 pesava més de 1.500 lliures. Normalment són de color gris clar i tenen un to verdós. El seu ventre és blanc, la qual cosa els permet combinar-se amb el fons quan es veu des de baix i avançar sense ser vist per la seva presa. Els seus caps tenen projeccions laterals que els donen una forma de martell. Encara que en general és similar, aquesta forma difereix una mica entre espècies; per exemple alguns poden tenir forma de T diferent al gran martell, un cap arrodonit amb una osca central al martell, i un cap arrodonit amb un martell llis.
Els martells tenen boques desproporcionadament petites en comparació amb altres espècies de taurons. També se sap que formen grups durant el dia, de vegades en grups superiors a 100. Al vespre, com altres taurons, es converteixen en caçadors solitaris. National Geographic explica que els martells es poden trobar en aigües càlides i tropicals, però durant l'estiu, participen en una migració massiva per buscar aigües més fresques.

## Alimentació
S'alimenten d'una àmplia varietat de peixos ossis, elasmobranquis, cefalòpodes, crustacis, etc. Els joves neixen totalment desenvolupats. són coneguts per menjar una gran varietat de productes, entre ells peixos, calamars, polps, crustacis i altres espècies de taurons martell. Les rajades són un dels favorits. Aquests taurons es troben moltes vegades nedant al llarg del fons de l'oceà, aguaitant la seva presa. El seu cap únic s'utilitza com una arma per caçar les seves preses. El tauró martell utilitza el seu cap per colpejar les rajades i se les menja quan resten en estat de xoc. A banda de les preses típiques, els taurons martell també s'alimenten d'herbes marines, de vegades aquest aliment representa la meitat del contingut de l'estómac. Poden empassar-lo sense voler, però són capaços de digerir-lo parcialment. Aquest és l'únic cas conegut d'una espècie de tauró potencialment omnívora.
Hi ha una espècie de tauró martell que és més agressiu i de grans dimensions (el tauró martell gegant). Aquests taurons tendeixen a ser més agressius i mengen calamars, polps i altres espècies de taurons martell. També se sap que mengen les seves pròpies cries.

## Reproducció

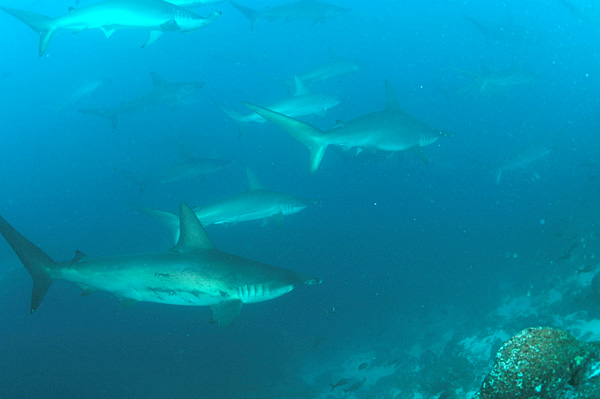
Grup de taurons martell a les aigües de les illes Galápagos.

Els taurons martell només es reprodueixen un cop l'any i en general es produeix quan el tauró mascle mossega la femella amb violència fins que ella es compromet a aparellar-se amb ell. Els taurons martell mostren una manera de reproducció vivípara i les femelles donen a llum a cries vives. Igual que altres taurons, la fecundació és interna i l'esperma masculí ha de transferir-se a la femella a través d'un dels dos òrgans copuladors. Els embrions en desenvolupament són al principi sostinguts per un sac vitel·lí. Quan el subministrament de rovell d'ou s'esgota, l'empobrit sac vitel·lí es transforma en una estructura similar a una placenta de mamífers (anomenat "sac vitel·lí placenta" o "pseudoplacenta"), a través del qual la mare proporciona el sosteniment fins al naixement. Una vegada que els taurons nadons neixen, no són atesos pels pares. En general hi ha una ventrada de 12 a 15 cries, a excepció del tauró martell gegant, que té de 20 a 40 cries. Aquests taurons s'apinyen junts i neden cap a aigües més càlides i romanen junts fins que són grans.

## Taxonomia
De les nou espècies conegudes de tauró martell, tres poden resultar perilloses per a l'ésser humà. Els esfírnids inclouen dos gèneres i nou espècies.
- Gènere Eusphyra
  - Eusphyra blochii
- Gènere Sphyrna
  - Subgènere Sphyrna
    - Sphyrna (Sphyrna) lewini (Griffith & Smith, 1834)
    - Sphyrna (Sphyrna) mokarran (Rüppell, 1837)
    - Sphyrna (Sphyrna) zygaena (Linnaeus, 1758)
    - Sphyrna (Sphyrna) couardi Cadenat, 1951

  - Subgènere Mesozygaena
    - Sphyrna (Mesozygaena) corona Springer, 1940
    - Sphyrna (Mesozygaena) sp.

  - Subgènere Platysqualus
    - Sphyrna (Platysqualus) media Springer, 1940
    - Sphyrna (Platysqualus) tiburo (Linnaeus, 1758)
    - Sphyrna (Platysqualus) tudes (Valenciennes, 1822)